# Вудянський Ераст Іванович
Ераст Іванович Вудянський (Удянський); (нар. 1862, с. Польове, Деркачівська волость, тепер Харківська область — пом. 1933?) — український кобзар.
Народився у слободі Польовій, Деркачівської волості Харківської губернії. З 20 років — учень Гната Гончаренка. Бандуру зробив столяр із Вільшани. У репертуарі зафіксовано три думи:«Олексій Попович», «Про вдову і трьох синів», «Про брата і сестру». Серед псалмів співав «Про Охтирську Божу матір».